# Цирконоїди
Цирконо́їди (рос. цирконоиды, англ. zirconoides, нім. Zirkonoide  n pl) — метаміктно змінені циркони. Являють собою суміш (аґреґат) бадделеїту ZrO2, оксиду кремнію SiO2 і домішки Zr[SiO4].
Виникають при руйнуванні малакону. Назва — Е. Е. Костилева, 1936.